# Isolation Stories

Isolation Stories est une mini-série télévisée britannique sur les personnes vivant la pandémie de COVID-19 qui a été diffusée pour la première fois sur ITV pendant quatre nuits consécutives du 4 mai au 7 mai 2020,.

## Épisodes
- Mel (diffusé le 4 mai 2020) avec Sheridan Smith - écrit par Gaby Chiappe[3]
- Ron & Russell (diffusé le 5 mai 2020) avec Michael Jibson - écrit par Jeff Pope
- Mike & Rochelle (diffusé le 6 mai 2020) avec Angela Griffin - écrit par William Ivory
- Karen (diffusé le 7 mai 2020) avec David Threlfall - écrit par Neil McKay[4].